# The Cloud Messenger
The Cloud Messenger op. 30 ist ein Werk für Chor und Orchester von Gustav Holst.

## Entstehung
The Cloud Messenger basiert auf dem Gedicht Meghaduta von Kalidasa. Holst, der Ende der 1890er Jahre ein Interesse an indischer Mythologie entwickelt hatte und in diesem Zusammenhang auch Sanskrit gelernt hatte, übersetzte selbst den Text für seine Komposition mit R. W. Frazers Adaption in dessen Buch Silent Gods and Sun-steeped Lands als Grundlage. Das Werk ist im chromatischen Stil Richard Wagners gehalten.
Zu Weihnachten 1910 war die Arbeit an The Cloud Messenger beendet; Holst überarbeitete das Werk jedoch im Verlauf der folgenden zwei Jahre.

## Handlung
Ein Dichter schickt eine Wolke zum Himalaya mit einer Liebesbotschaft für seine Frau, von der er getrennt ist. Auf dem Weg der Wolke kommt es an einer heiligen Stadt zu Tempeltänzen. Schließlich übergibt die Wolke die Liebesnachricht, indem sie sie der schlafenden Frau ins Ohr flüstert.

## Wirkung
Am 4. März 1913 dirigierte Holst die Uraufführung von The Cloud Messenger mit dem New Symphony Orchestra und der London Choral Society. Die Musical Times schrieb, The Cloud Messenger sei das wichtigste Stück im Konzertprogramm gewesen, hätte aber in seinen 42 Minuten Aufführungsdauer nichts besonders Interessantes geboten; die Rezension gestand dem Werk einige Höhepunkte zu, kam aber zu dem Schluss, dass ihm die kontinuierliche Inspiration fehle, um das Interesse des Hörers aufrechtzuerhalten. Die Morning Post fand Talent bis hin zum Genie in der Musik. Die restlichen Kritiken waren hingegen geteilt. Das Werk wurde von Stainer & Bell veröffentlicht, geriet jedoch in Vergessenheit.